# Pabellón de Venezuela en la Expo 2000
El Pabellón de Venezuela en la Expo 2000 fue la edificación que representó al país en la Exposición Universal desarrollada en Hannover, Alemania, en el año 2000. Dicha estructura contaba con tres pisos hechos con acero y vidrio con un techado en forma de flor que, al término del evento, fue desmontado, trasladado y rearmado en Barquisimeto, donde recibió su actual nombre de «Flor de Venezuela». Fue diseñada por el arquitecto José «Fruto» Vivas.

## Concepción
Desde un principio, la Exposición resumió su premisa en el lema «Humanidad, naturaleza y tecnología», abordando las relaciones que mantiene el ser humano con su medio ambiente y cómo puede aprovechar el desarrollo tecnológico para crear un estado de armonía con la naturaleza. El arquitecto José Vivas —Premio Nacional de Arquitectura en 1987— mantenía en su estilo arquitectónico la conciencia de la relación del hombre con su entorno y del impacto ecológico de sus diseños. Vivas procuró dejar manifiesta dicha premisa al concebir el edificio en junio de 1999, y la intención era que el pabellón fuese «una flor de Venezuela para el mundo». Por lo tanto, proyectó una estructura circular cubierta con ocho pétalos alrededor de un mástil que se abrirían y cerrarían dependiendo de las condiciones climáticas. 
El carácter naturalista y fitoforme del proyecto hizo que se adoptaran medidas para limitar el consumo de electricidad. Para el modelo de los pétalos se escogió el de la orquídea, la flor nacional de Venezuela.

## Estructura
Las obras para el pabellón comenzaron en octubre de 1999. En el sitio asignado dentro de la Feria de Hannover se construyó una estructura cilíndrica de tres plantas, cuyo diámetro medía 39 metros y poseía una altura de 18 metros. En el interior había dos pisos y cuatro plataformas, conectadas alternativamente por rampas que guiaban desde la entrada y hacia la salida, y también por un ascensor en el mástil central. 
En los espacios interiores se desplegaba una colección muy vasta de plantas propias de la flora venezolana en varias plataformas, algo que también se reflejaba en el jardín aterrazado que componía el exterior del edificio, los cuales fueron pensados para ser una metáfora de los tepuyes de la Gran Sabana. El espacio interior se encontraba en cierta forma al aire libre, y sólo estaba protegido de cualquier incidencia externa cuando los pétalos se cerraban. El piso de la planta baja estaba cubierto con baldosas triangulares coloreadas con terracota, mientras que el de las plataformas superiores estaba cubierto con listones de madera. 
El exterior estaba completamente construido con vidrio enmarcado y segmentos de chapas perforadas, con pequeños acuarios con peces que complementaban los jardines. Los maceteros colocados en la parte inferior tenían rociadores incorporados que regaban periódicamente el resto de las plantas, y las corrientes de agua resultantes iban hacia un sistema circular de drenajes que purificaba el agua y la regresaba al sistema de circulación.
Para asegurar que el interior quedase bien cubierto, se pasaron de los ocho pétalos propuestos a 16, cada uno de diez metros de largo y hechos con una membrana textil semitranslúcida plegada al mástil, colocadas de manera intercalada para evocar las tejas árabes.
Siguiendo su premisa ecológica, el pabellón procuró no utilizar ningún tipo de electricidad para regular la temperatura interna, prefiriendo en cambio depender del aire que circulaba  a través de los espacios. Además, utilizó materiales reciclables y partes removibles para que el edificio, en vez de demolido, pudiese ser desmontado y trasladado sin producir contaminación.
La construcción fue terminada en abril de 2000, estando adyacente a sus similares de Colombia, México y la Plaza Latina. Durante la Exposición fue el segundo más visitado después del pabellón alemán.

## Actualidad
El pabellón fue diseñado intencionalmente para ser trasladado pieza por pieza a Venezuela una vez culminada la exposición. Originalmente se propuso reensamblarla en el Parque del Este de Caracas, pero finalmente se decidió que integrara el proyecto del «Triángulo del Este» de Barquisimeto. El edificio fue trasladado en 2006 y reconstruido en dicha ciudad, siendo abierto al público en 2008. Desde entonces se  propuso usar el recinto para albergar un centro cultural.
En 2013 recibió la declaratoria de Monumento Histórico Nacional.